# Polare/Subpolare Zone

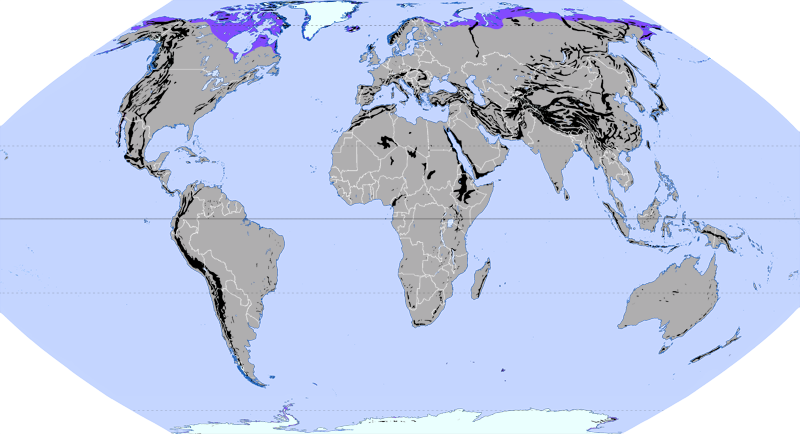
Eisschild/polare Ökozone
Tundren/subpolare Ökozone

Die Polare/Subpolare Zone ist eine der neun weltumspannenden Ökozonen nach J. Schultz. Sie nimmt heute etwa 14,8 % der irdischen Landoberfläche ein.
Anfang des 21. Jahrhunderts sind davon auf der Nordhalbkugel noch etwa 90 % und auf der Südhalbkugel 100 % (die komplette Antarktis) in einem weitgehend naturnahen Zustand.
Ihre Ausdehnung deckt sich in etwa mit der polaren Klimazone. Nach der vorherrschenden Vegetation kann sie weiterhin in die Landschaftstypen Eisschilde, Kältewüste und Tundra untergliedert werden.
Die Grenzen der Polaren/Subpolaren Zone sind in der Realität fließend, so dass eine exakte Ausdehnung – wie auf der Karte gezeichnet – faktisch nicht festgelegt werden kann. Diese Tatsache wird verständlich, wenn man vergleichbare geozonale Modelle heranzieht, die z. T. deutliche Abweichungen untereinander aufweisen (beispielsweise das vergleichbare Polare Zonobiom auf der Karte der Zonobiome nach Walter und Breckle oder die FAO Ecozones).

## Klima

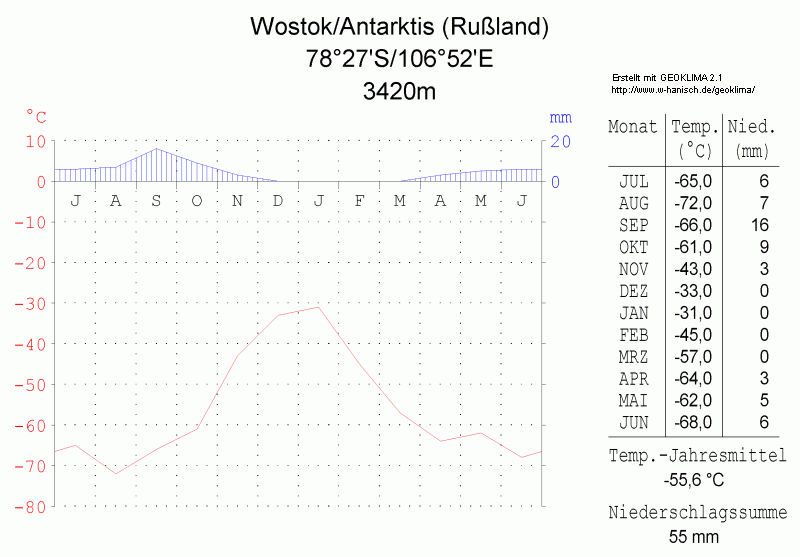
Klimadiagramm einer russischen Station in der Antarktis

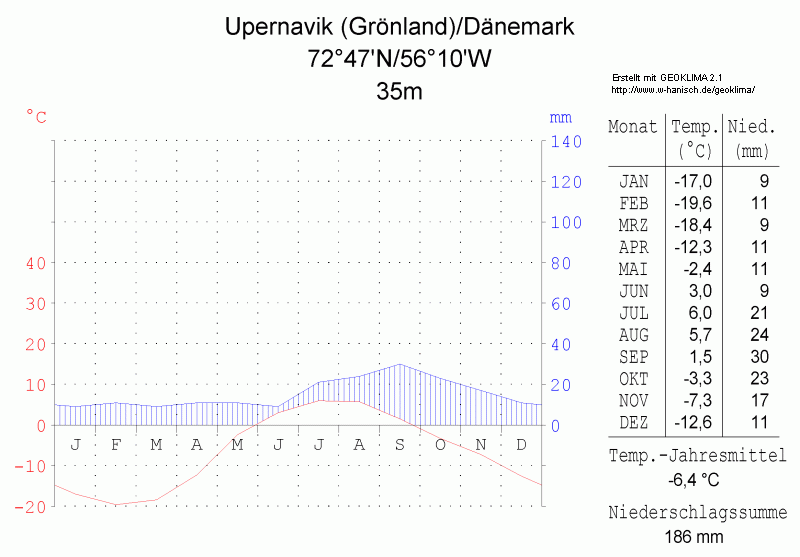
Klimadiagramm einer grönländischen Gemeinde

Die Polare/Subpolare Ökozone wird im Sinne eines Makroklimas dadurch kennzeichnet, dass sie von den Polen Richtung Äquator bis zur +10 °C-Isotherme reicht (Gebiete mit einer Durchschnittstemperatur im Juli [Nordhälfte] oder Januar [Südhälfte] unter 10 °C). Manche Gegenden, z. B. in der Antarktis, weisen sommerliche Durchschnittstemperaturen von −30 °C und tiefer auf. Niederschläge fallen nur gering, und dann als Schnee. Die Tundren-Subzone liegt etwa bei der +6 °C beziehungsweise an der klimatischen Schneegrenze.

## Relief und Verwitterung
Verwitterungsprozesse sind hauptsächlich durch Frost, jedoch auch durch Tauvorgänge geprägt. So sind frostdynamische Prozesse wie Frostsprengung, aber auch fluviale Erosionsprozesse durch das Abschmelzen der Schneedecke für Verwitterung und Reliefveränderung verantwortlich.

## Böden
In der Polaren Zone herrschen vorwiegend Cryosole (mineralische Permafrostböden) vor. Organische Permafrostböden sind ebenfalls verbreitet; sie gehören zu den Cryic Histosolen. Daneben gibt es Cambisole, Leptosole, Stagnosole oder weitere Böden mit dem Gelic Qualifier (= Permafrost ab spätestens 2 m Tiefe). Die Böden sind nur schwach bis mäßig entwickelt, da für stärkere Pedogenese die bodenbildenden Faktoren ungünstig sind. Beispielsweise findet im Permafrostboden keine bis geringe Bioturbation (Durchwurzelung, Würmer) statt.

## Vegetation
Durch die Eis- und Schneebedeckung ist die Vegetation nur sehr eingeschränkt lebensfähig. In der Eiswüste im Herzen Grönlands gedeiht nichts. Die Polare Wüste in den nördlichsten Regionen Russlands, Kanadas und Skandinaviens sind lediglich zu einem Zehntel der Fläche von Pflanzen bewachsen, wohingegen die niederarktische Tundra bereits zu 80 % von Vegetation bedeckt ist. Bäume kommen nicht vor (da nördlich der Baumgrenze), jedoch Chamaephyten (Halbsträucher), Hemikryophyten und Kryptophyten.
Die Lebensbedingungen für die Flora können mit der nivalen Vegetationshöhenstufe von Gebirgen verglichen werden.

## Landnutzung
Es gibt nur sehr wenige feste Siedlungen in der Polaren Zone. In den arktischen Tundragebieten – und hier insbesondere an den Küsten – leben vorwiegend indigene Ethnien wie die Eskimo-Völker Nordamerikas, die Samen Fennoskandiens sowie die sogenannten kleinen Völker des russischen Nordens wie etwa die Nenzen und Tschuktschen. In Nordamerika spielen traditionell Jagd (auf Land- und Meeressäuger) und Fischfang immer noch eine wichtige Rolle für die Subsistenz der Menschen. Eine landwirtschaftliche Nutzung der Zone ist aufgrund des Klimas nicht möglich. In Eurasien hat sich jedoch bereits vor Jahrhunderten die mobile Rentier-Weidewirtschaft entwickelt, die für viele der dort wohnenden Menschen die wichtigste Lebensgrundlage ist und die als großflächige Landnutzungsform angesehen werden kann.
In der Erde liegen reichhaltige Bodenschätze, die mit Ausnahme der Gas- und Ölvorkommen in Sibirien und Alaska bislang nur „punktuell“  gefördert werden. Aufgrund der extrem empfindlichen Ökosysteme des hohen Nordens bringt die Förderung von Bodenschätzen große Risiken mit sich. Der Bau von Steinhäusern und Verkehrswegen ist durch die Frostdynamik (bspw. Thermokarst oder Alasse) problematisch. Hinzu kommen die durch die Globale Erwärmung auftauenden Permafrostböden.

## Bildergalerie

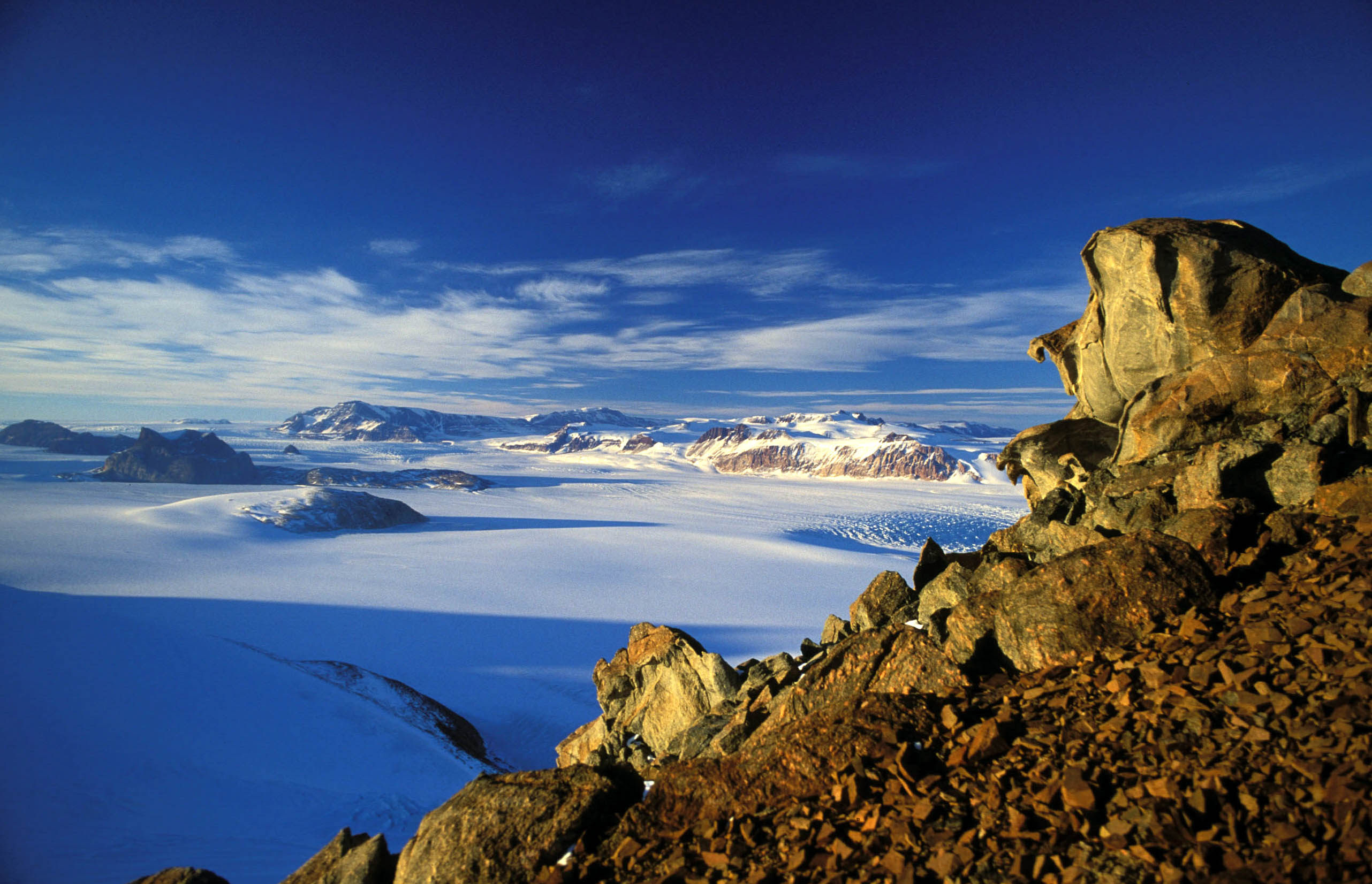
Antarktische Landschaft
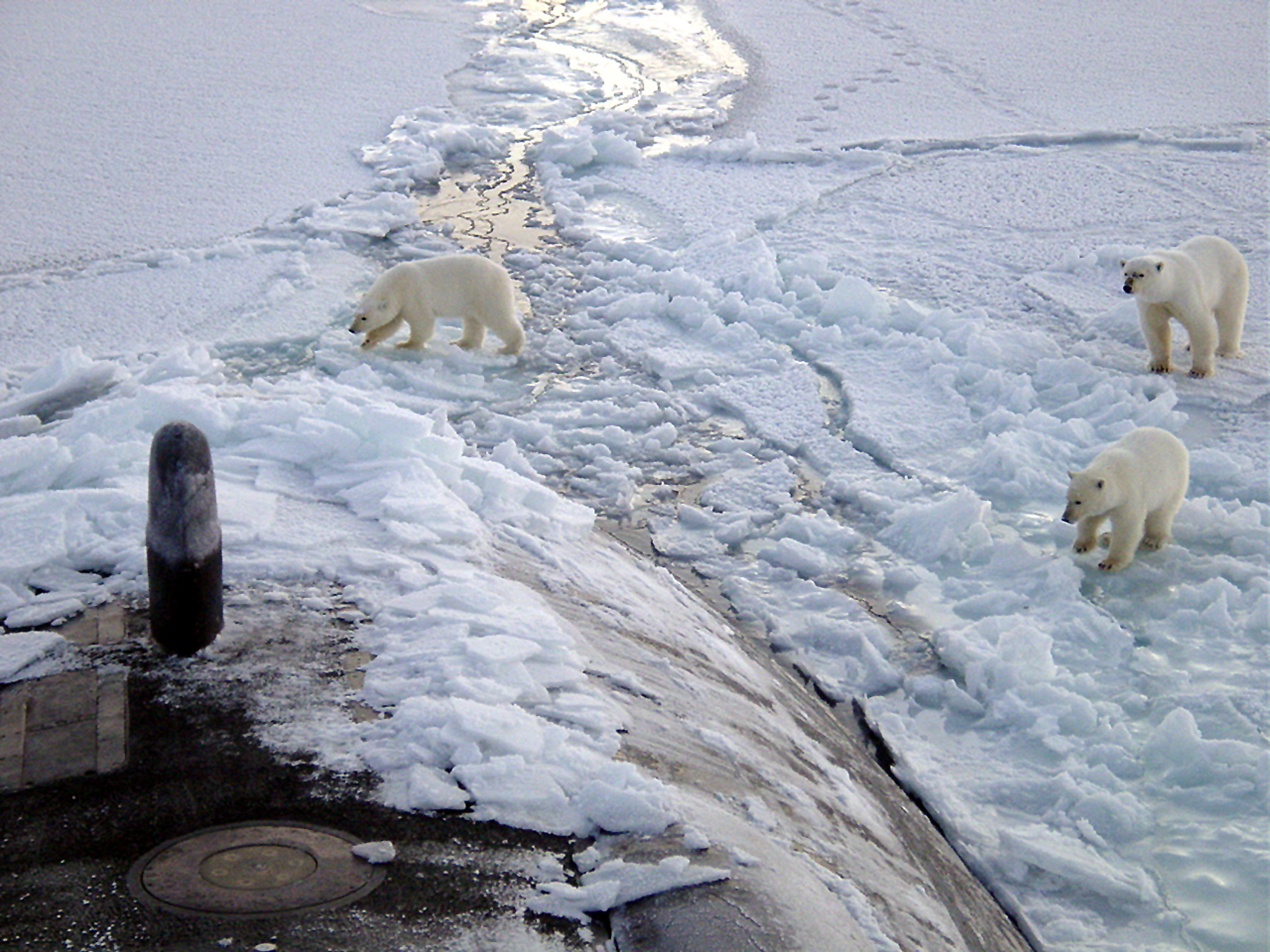
Eisbären nahe Nordpol
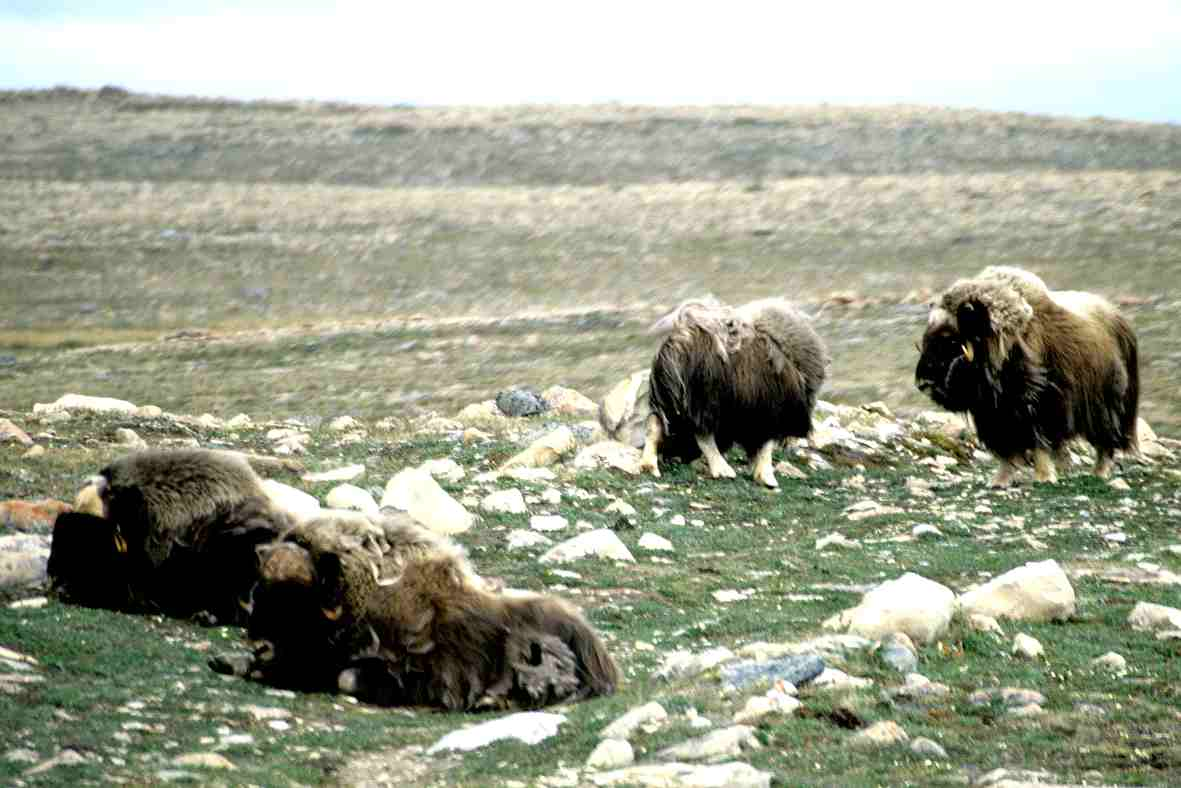
Moschusochse
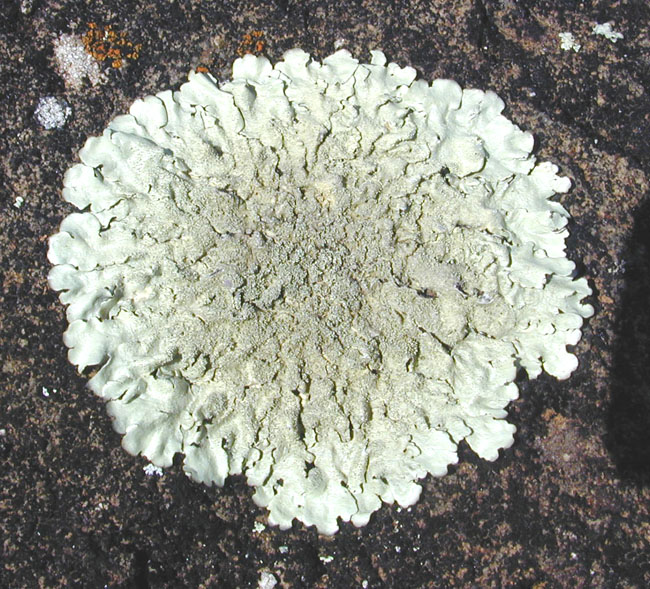
Flechte
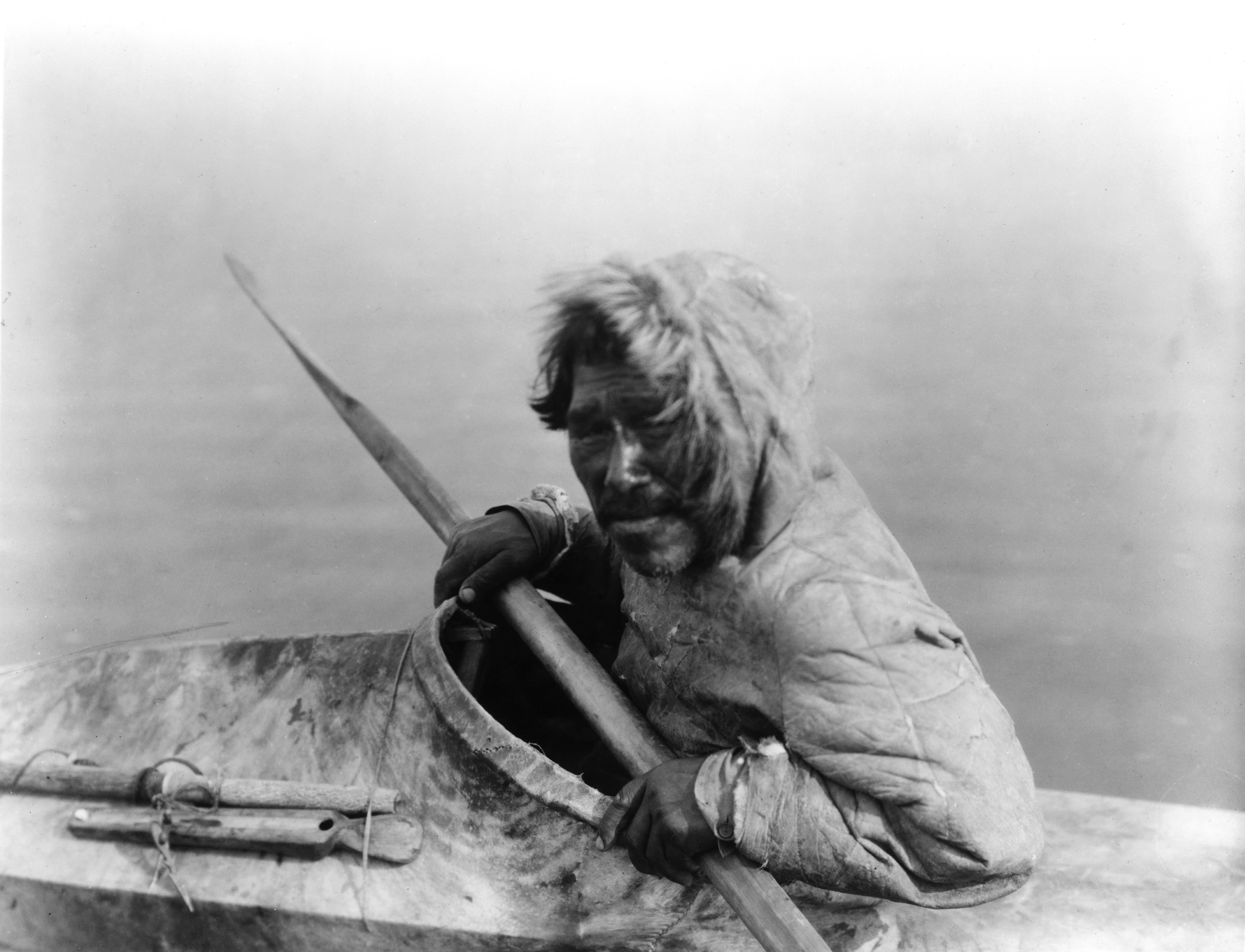
Iñupiat (1929)